# Белайт
Белайт — (малай. Daerah Belait) — один з 4 округів (даера) на заході Брунею. Адміністративний центр — Куала Белайт. Площа — 2727[джерело?] км², населення — 73299[джерело?] осіб (2018).

## Географія
На сході межує з округом Тутонг, на півдні та заході — з малайським штатом Саравак. На півночі омивається водами Південно-Китайського моря. На малайській території з округом межує місто Мірі, друге за величиною місто Сараваку. Округом протікає річка Сунгай-Белайт.

## Адміністративний поділ

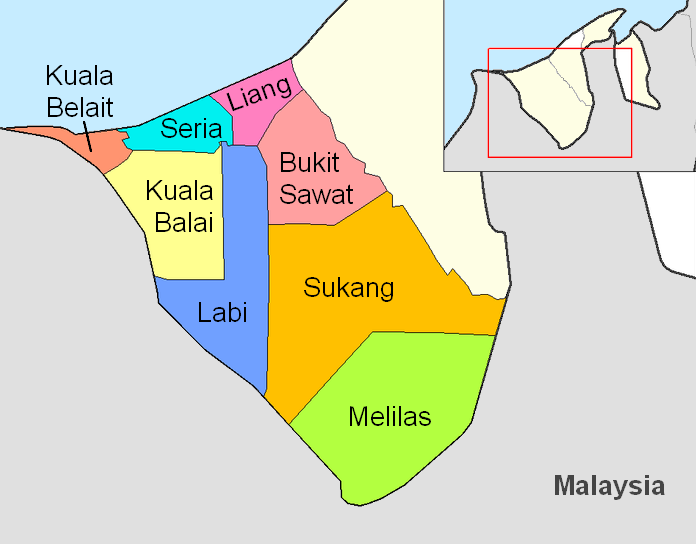
Провінції округу

Округ розділено на 8 мукім — районів:
- Букіт-Сават (Bukit Sawat)
- Куала-Балаї (Kuala Balai)
- Куала-Белайт (Kuala Belait)
- Лабі (Labi)
- Ліанг (Liang)
- Мелілас (Melilas)
- Серіа (Seria)
- Суканг (Sukang)

## Населення
В окрузі, окрім корінних народів Борнео, малайців та китайців, проживають також індійці, філіппінці та європейці.

## Економіка
Округ відомий як центр нафтової промисловості Брунею. Населення зайнято у нафтовій промисловості. Є кілька зон відпочинку, пляжів та мальовничих парків.
| Бруней | Це незавершена стаття з географії Брунею. Ви можете допомогти проєкту, виправивши або дописавши її. |